# Oskar Kopka von Lossow
Rudolf Louis Oskar Kopka von Lossow (* 14. November 1849 in Groß-Sawadden; † 8. April 1916 in Frankfurt (Oder)) war ein preußischer Generalleutnant und Militärschriftsteller.

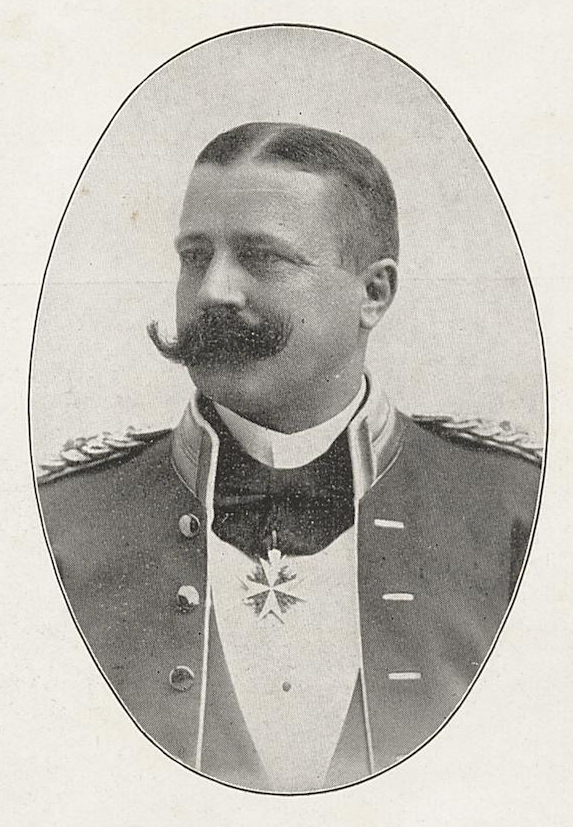
Oskar Kopka von Lossow

## Leben

### Herkunft
Oskar entstammte der Briefadelsline von Lossow, die auf Daniel Friedrich von Lossow zurückgeht. Er war ein Sohn des preußischen Premierleutnants und Gutsbesitzers Karl Kopka von Lossow (1801–1877) und dessen Ehefrau Friederike, geborene Stoeßel von der Heyde (1813–1883).

### Militärkarriere
Nach dem Besuch des Kadettenkorps wurde Kopka am 7. April 1868 als charakterisierter Portepeefähnrich dem 4. Ostpreußischen Grenadier-Regiment Nr. 5 der Preußischen Armee in Danzig überwiesen und avancierte bis Mitte Oktober 1869 zum Sekondeleutnant. Als solcher nahm er 1870/71 am Krieg gegen Frankreich teil. Er stieg Ende Juli 1876 zum Premierleutnant auf, wurde Mitte Mai 1884 überzähliger Hauptmann und am 14. Oktober 1884 unter Stellung à la suite seines Regiments als Kompanieführer zur Unteroffizierschule nach Marienwerder versetzt. Mit der Ernennung zum Kompaniechef im Pommerschen Jäger-Bataillon Nr. 2 trat Kopka am 13. Dezember 1886 in den Truppendienst zurück und rückte Ende Januar 1893 zum überzähligen Major auf. Vier Monate später erfolgte seine Versetzung in das Grenadier-Regiment König Friedrich I. (4. Ostpreußisches) Nr. 5 und ab dem 17. Februar 1894 war er als Kommandeur des II. Bataillons im Infanterie-Regiment „Kaiser Wilhelm“ (2. Großherzoglich Hessisches) Nr. 116 in Gießen tätig.
Zum 20. Mai 1896 trat Kopka zur Marineinfanterie über und erhielt das Kommando über das II. Seebataillons in Wilhelmshaven. Aus Abgaben des I. und II. Seebataillons wurde durch Kabinettsorder vom 6. Dezember 1897 ein Marine-Infanterie-Bataillon formiert, das zur Verstärkung der Landungsabteilung des Kreuzergeschwaders nach Tsingtau verlegte. Kopka wurde mit diesem Datum zum ersten Kommandeur dieses Verbandes ernannt. Nachdem das Bataillon Ende Januar 1898 in Tsingtau gelandet war, wurde es dauerhaft im deutschen Pachtgebiet Kiautschou stationiert und erhielt durch Kabinettsorder vom 23. Juni 1898 den Namen III. Seebataillon. Am 1. August 1898 wurde Kopka unter Entbindung von seiner Stellung als Kommandeur des III. Seebataillons wieder zum Kommandeur des II. Seebataillons ernannt. In dieser Eigenschaft erhielt er im April 1899 die Erlaubnis zum Tragen des Ehrenritterkreuzes I. Klasse des Oldenburgischen Haus- und Verdienstordens.
Kopka schied am 24. Februar 1900 aus der Marineinfanterie aus und wurde gleichzeitig unter Beförderung zum Oberstleutnant mit einem Patent vom 15. Juni 1899 beim Stab des Infanterie-Regiments Nr. 138 in Straßburg wieder in der Armee angestellt. Als Oberst war er vom 7. Juli 1901 bis zum 30. August 1905 Kommandeur des Infanterie-Regiments Nr. 174 in Metz. In dieser Eigenschaft erhielt er den Kronen-Orden II. Klasse und wurde anschließend unter Beförderung zum Generalmajor als Kommandeur der 10. Infanterie-Brigade nach Frankfurt (Oder) versetzt. In Genehmigung seines Abschiedgesuches wurde er am 2. September 1907 mit der gesetzlichen Pension zur Disposition gestellt und anlässlich seiner Verabschiedung mit dem Roten Adlerorden II. Klasse mit Eichenlaub ausgezeichnet.
Während des Ersten Weltkriegs wurde Kopka wiederverwendet und war vom 3. Februar bis zum 15. Juni 1915 Kommandeur der 9. Landwehr-Infanterie-Brigade, mit der er sich an der Ostfront an der Winterschlacht in Masuren sowie den Kämpfen um Przasnysz beteiligte. In dieser Eigenschaft erhielt er am 18. Mai 1915 den Charakter als Generalleutnant.
Bereits während seiner aktiven Dienstzeit hatte sich Kopka als Militärschriftsteller betätigt und in zwei Bänden die Geschichte des Grenadier-Regiments König Friedrich I. (4. Ostpreußisches) Nr. 5 veröffentlicht. Er war Rechtsritter des Johanniterordens.

### Familie
Kopka heiratete am 25. September 1886 in Berlin Mathilde Scherenberg (* 1862). Aus der Ehe ging die Tochter Erna (* 1887) hervor, die sich am 27. November 1907 in Frankfurt (Oder) mit dem späteren Landrat des Kreises Lüben Hermann von Stosch (* 1878) verheiratete.

## Schriften
- Geschichte des Grenadier-Regiments König Friedrich I. (4. Ostpreußisches) Nr. 5.

- Erster Band: Stammgeschichte und Zeitraum 1626 bis 1713. Mittler & Sohn, Berlin 1889.
- Zweiter Band: Zeitraum von 1713 bis 1815. Mittler & Sohn, Berlin 1901.